# Danielle Steel
Pour les articles homonymes, voir Steel.
Danielle Steel, née Danielle Fernande Schuelein-Steel le 14 août 1947 à New York, est une romancière américaine. Spécialiste des romans d'amour, elle a signé de nombreux best-sellers.

## Biographie

### Jeunesse et formation
Danielle Steel est la fille unique de John Schulein-Steel, descendant des fondateurs et fabricants de la bière Löwenbräu, et de Norma da Câmara Stone dos Reis, fille d'un diplomate portugais,. Après le divorce de ses parents en 1955, elle est élevée par des parents à Paris et à New York. À ses 15 ans, elle obtient son baccalauréat du lycée français de New York. En 1963, elle est admise à la Parsons School of Design de New York, elle commence également des études à l'université de New York. Une grave maladie l’empêche d'achever ses études. Puis, sitôt rétablie, elle épouse en 1967 le banquier français Claude-Éric Lazard, arrière petit-fils de Simon Lazard, cofondateur de la Banque Lazard.
En 1968, elle est embauchée en tant que vice-présidente des relations publiques de l'agence de publicité Supergirls, Ltd., de New York. Lorsque la société ferme ses portes en 1971, Steel se tourne vers l’écriture de romans et de poésie.

### Carrière littéraire
En 1973, son premier roman Going Home (Au nom du cœur) est publié, le succès est modeste, mais sa carrière s'envole avec la publication de Passion's Promise (Les Promesses de la passion).
Avec près de 80 best-sellers publiés en France, plus d'un demi-milliard d'exemplaires vendus dans 69 pays et traduits en 43 langues, Danielle Steel est l'auteur contemporain le plus lu et le plus populaire au monde. Depuis 1981, ses romans figurent systématiquement en tête des meilleures ventes du New York Times. Elle figure sur la liste des best-sellers du New York Times pendant 381 semaines consécutives, ce qui lui vaut d'être citée dans le Livre Guinness des records.
En 2019, elle figure à nouveau sur la liste des best-sellers du New York Times avec la sortie de son roman Blessing in Disguise.
C'est en 2007 le 8e auteur le plus traduit dans le monde, derrière Barbara Cartland, mais devant Stephen King.
Vingt-deux romans ont fait l'objet d'une adaptation à la télévision.
Auteure prolifique, Danielle Steel dit passer des journées de près de 20 heures pour se consacrer à son travail d'écriture. Décrivant comment elle travaille, elle dit toujours utiliser son Olympia, machine à écrire fabriquée en 1946, vêtue d'une robe de chambre en cachemire et prenant régulièrement du chocolat noir. Elle confie à Tina Jordan, journaliste au New York Times : « Je travaille 20 heures d'affilée, collée à mon bureau, parfois 24 heures de suite. Trente-six heures une fois, quand je ne pouvais tout simplement pas quitter l'histoire. »
Sa pratique d'immersion totale dans l'écriture suscite admiration et questionnements.
En 1997, marquée par le suicide de son fils Nick Traina, la thématique de ses romans prend un tournant nouveau avec une coloration tragique abordant le cancer, la stérilité, les heures sombres du nazisme, les conditions de vie dans un camp de prisonniers tenus par les Japonais durant la Seconde Guerre mondiale, la guerre du Viêt Nam, etc.

### Vie privée
Danielle Steel a été mariée cinq fois et est mère de neuf enfants, cinq filles et quatre fils,,.
- 1965, elle épouse Claude-Eric Lazard, ils divorcent en 1974, le couple a une fille, Beatrix Lazard Seidenberg,
- 1975, elle épouse Danny Zugelder dans la cantine de la prison où il purgeait une peine pour vol, ils divorcent en 1978,
- 1978, elle épouse William George Toth, ils divorcent en 1981, ils ont un fils Nick
- 1981 , elle épouse John Traina, ils divorcent en 1997, le couple a cinq enfants Maximilian John Traina, Samantha Traina, Vanessa Danielle Traina, Victoria Lea Traina, Zara Alexandra Traina. John Traina adopte Nick qui devient Nick Traina.
- 1998, elle épouse Thomas Perkins, ils divorcent en 2002.

Elle est active sur le plan social et dirige la Nick Traina Foundation, consacrée aux personnes atteintes de troubles psychiatriques, du nom de son fils qui s'est suicidé lors d'un épisode dépressif lié à ses troubles bipolaires.
Elle vit soit dans son appartement de Paris, soit dans sa demeure de San Francisco.

### Caricature
Dans le film She-Devil, la diable de Susan Seidelman sorti en 1989, Meryl Streep joue le rôle de Mary Fisher, une romancière à succès qui emprunte beaucoup à Danielle Steel mais aussi à Barbara Cartland.

## Prix et distinctions
- 2002 : élévation au grade d'officier dans l'Ordre des Arts et des Lettres[22],
- 2003 : lauréate du Outstanding Achievement Award, décerné par le Larkin Street Youth Services de San Francisco[23],
- 2009 : inscription au California Hall of Fame[24],
- 2009 : lauréate du Distinguished Service in Mental Health Award, décerné par le NewYork–Presbyterian Hospital[25]
- 2014 : nomination au grade de chevalier dans l'Ordre national de la Légion d'honneur[26],[27].

## Œuvres

### Romans
- Au nom du cœur, France Loisirs, 1986 ((en) Going Home, 1973)
- Les Promesses de la passion, Éditions de Trévise, 1979 ((en) Passion’s Promise, 1977)Préalablement traduit en français sous le titre Celle qui s'ignorait
- Maintenant et pour toujours, P. Belfond, 1984 ((en) Now and Forever, 1978)
- Leur promesse, Stanké, 1978 ((en) The Promise, 1978)
- Une saison de passion, Éditions de Trévise, 1981 ((en) Season of Passion, 1979)
- La Fin de l'été, Presses de la Cité, 1986 ((en) Summer’s End, 1979)
- L'Anneau de Cassandra, Éditions de Trévise, 1982 ((en) The Ring, 1980)
- Palomino, P. Belfond, 1983 ((en) Palomino, 1981)
- Un monde de rêve, Éditions de Trévise, 1981 ((en) To Love Again, 1981)
- Souvenirs d'amour, P. Belfond, 1983 ((en) Remembrance, 1981)
- Loving, Presses de la Cité ((en) Loving, 1981)
- Il était une fois l'amour, France Loisirs, 1985 ((en) Once in a Lifetime, 1982)
- Traversées, Presses de la Cité, 1988 ((en) Crossings, 1982)
- Un parfait inconnu, Presses de la Cité, 1989 ((en) A Perfect Stranger, 1983)
- La Maison des jours heureux, Presses de la Cité, 1987 ((en) Thurston House, 1983)
- Une autre vie, Presses de la Cité, 1987 ((en) Changes, 1983)
- La Ronde des souvenirs, Presses de la Cité, 1987 ((en) Full Circle, 1984)
- Album de famille, Presses de la Cité, 1985 ((en) Family Album, 1985)
- Secrets, Presses de la Cité, 1986 ((en) Secrets, 1985)
- La Vagabonde, Presses de la Cité, 1988 ((en) Wanderlust, 1986)Publié également en français sous le titre Audrey, la vagabonde
- La Belle Vie, Presses de la Cité, 1989 ((en) Fine Things, 1987)
- Kaléidoscope, Presses de la Cité, 1990 ((en) Kaleidoscope, 1987)
- Zoya, Presses de la Cité, 1990 ((en) Zoya, 1988)
- Star, Presses de la Cité, 1990 ((en) Star, 1989)
- Cher daddy, Presses de la Cité, 1991 ((en) Daddy, 1989)
- Souvenirs du Vietnam, Presses de la Cité, 1991 ((en) Message from Nam, 1990)
- Coups de cœur, Presses de la Cité, 1992 ((en) Heartbeat, 1991)
- Un si grand amour, Presses de la Cité, 1992 ((en) No Greater Love, 1991)
- Joyaux, Presses de la Cité, 1993 ((en) Jewels, 1992)
- Naissances, Presses de la Cité, 1993 ((en) Mixed Blessings, 1992)
- Disparu, Presses de la Cité, 1994 ((en) Vanished, 1993)
- Accident, Presses de la Cité, 1994 ((en) Accident, 1994)
- Le Cadeau, Presses de la Cité, 1994 ((en) The Gift, 1994)
- Plein Ciel, Presses de la Cité, 1995 ((en) Wings, 1994)
- La Foudre, Presses de la Cité, 1996 ((en) Lightning, 1995)
- Cinq jours à Paris, Presses de la Cité, 1995 ((en) Five Days in Paris, 1995)
- Malveillance, Presses de la Cité, 1996 ((en) Malice, 1996)
- Honneur et Courage, Presses de la Cité, 1997 ((en) Silent Honor, 1996)
- Le Ranch, Presses de la Cité, 1997 ((en) The Ranch, 1997)
- Renaissance, Le Grand Livre du mois, 1997 ((en) Special Delivery, 1997)
- Le Fantôme, Presses de la Cité, 1998 ((en) The Ghost, 1997)
- Un si long chemin, Presses de la Cité, 1999 ((en) The Long Road Home, 1998)
- Le Klone et moi, Presses de la Cité, 1998 ((en) The Klone and I, 1998)
- Double Reflet, Le Grand Livre du mois, 1999 ((en) Mirror Image, 1998)
- Douce amère, Presses de la Cité, 2000 ((en) Bittersweet, 1999)
- Mamie Dan, Presses de la Cité, 2001 ((en) Granny Dan, 1999)
- Forces irrésistibles, Presses de la Cité, 2000 ((en) Irresistible Forces, 1999)
- Le Mariage, Presses de la Cité, 2001 ((en) The Wedding, 2000)
- Rue de l'espoir, Presses de la Cité, 2002 ((en) The House on Hope Street, 2000)
- Voyage, Presses de la Cité, 2001 ((en) Journey, 2000)
- L'Aigle solitaire, Presses de la Cité, 2002 ((en) Lone Eagle, 2001)
- Courage, Presses de la Cité, 2003 ((en) Leap of Faith, 2001)
- Le Baiser, Presses de la Cité, 2002 ((en) The Kiss, 2001)
- Le Cottage, Presses de la Cité, 2003 ((en) The Cottage, 2002)
- Coucher de soleil à Saint-Tropez, Presses de la Cité, 2004 ((en) Sunset in St. Tropez, 2002)
- Vœux secrets, Presses de la Cité, 2003 ((en) Answered Prayers, 2002)
- Rendez-vous, Presses de la Cité, 2004 ((en) Dating Game, 2003)
- L'Ange gardien, Presses de la Cité, 2005 ((en) Johnny Angel, 2003)
- À bon port, Presses de la Cité, 2004 ((en) Safe Harbour, 2003)
- Rançon, Presses de la Cité, 2005 ((en) Ransom, 2004)
- Seconde Chance, Presses de la Cité, 2006 ((en) Second Chance, 2004)
- Les Échos du passé, Presses de la Cité, 2005 ((en) Echoes, 2004)
- Impossible, Presses de la Cité, 2006 ((en) Impossible, 2005)
- Miracle, Presses de la Cité, 2007 ((en) Miracle, 2005)
- Éternels Célibataires, Presses de la Cité, 2006 ((en) Toxic Bachelors, 2005)
- La Clé du bonheur, Presses de la Cité, 2007 ((en) The House, 2006)⁸
- Le Bal, Presses de la Cité, 2008 ((en) Coming out, 2006)
- Princesse, Presses de la Cité, 2007 ((en) H.R.H.)
- Sœurs et Amies, Presses de la Cité, 2008 ((en) Sisters, 2007)
- Villa numéro 2, Presses de la Cité, 2008 ((en) Bungalow 2, 2007)
- Une grâce infinie, Presses de la Cité, 2009 ((en) Amazing Grace, 2007)
- Paris retrouvé, Presses de la Cité, 2009 ((en) Honor Thyself, 2008)
- Irrésistible, Presses de la Cité, 2009 ((en) Rogue, 2008)
- Une femme libre, Presses de la Cité, 2010 ((en) A Good Woman, 2008)
- Au jour le jour, Presses de la Cité, 2010 ((en) One Day at a Time, 2009)
- Affaire de cœur, Presses de la Cité, 2010 ((en) Matters of the Heart, 2009)
- Les Lueurs du Sud, Presses de la Cité, 2011 ((en) Southern Lights, 2009)
- Une grande fille, Presses de la Cité, 2011 ((en) Big Girl, 2010)
- Liens familiaux, Presses de la Cité, 2012 ((en) Family ties, 2010)
- En héritage, Presses de la Cité, 2012 ((en) Legacy, 2010)
- Colocataires, Presses de la Cité, 2012 ((en) 44 Charles Street, 2011)
- Joyeux Anniversaire, Presses de la Cité, 2012 ((en) Happy Birthday, 2011)
- Hotel Vendôme, Presses de la Cité, 2013 ((en) Hotel Vendôme, 2011)
- Trahie, Presses de la Cité, 2013 ((en) Betrayal, 2012)
- Des amis si proches, Presses de la Cité, 2014 ((en) Friends Forever, 2012)
- Le Pardon, Presses de la Cité, 2014 ((en) The Sins of the Mother, 2012)
- Jusqu'à la fin des temps, Presses de la Cité, 2014 ((en) Until the End of Time, 2013)
- Victoires, Presses de la Cité, 2015 ((en) Winners, 2013)
- Coup de foudre, Presses de la Cité, 2015 ((en) First Sight, 2013)
- Ambitions, Presses de la Cité, 2015 ((en) Power Play, 2014)
- Une vie parfaite, Presses de la Cité, 2016 ((en) A Perfect Life, 2014)
- Bravoure, Presses de la Cité, 2016 ((en) Pegasus, 2014)
- Le Fils prodigue, Presses de la Cité, 2016 ((en) Prodigal Son, 2015)
- Musique, Presses de la Cité, 2017 ((en) Country, 2015)
- Agent secret, Presses de la Cité, 2017 ((en) Undercover, 2015)
- Cadeaux inestimables, Presses de la Cité, 2017 ((en) Precious Gifts, 2015)
- L'Enfant aux yeux bleus, Presses de la Cité, 2017 ((en) Blue, 2016)
- Collection privée, Presses de la Cité, 2018 ((en) Property of a Noble Woman, 2016)
- L'Appartement, Presses de la Cité, 2018 ((en) The Apartment, 2016)
- Ouragan, Presses de la Cité, 2018 ((en) Rushing Waters, 2016)
- Magique, Presses de la Cité, 2018 ((en) Magic, 2016)
- La Médaille, Presses de la Cité, 2019 ((en) The Award, 2016)
- Prisonnière, Presses de la Cité, 2019 ((en) The Mistress, 2017)
- Mise en scène, Presses de la Cité, 2019 ((en) The Cast, 2018)
- Plus que parfait, Presses de la Cité, 2019 ((en) Past Perfect, 2017)
- La Duchesse, Presses de la Cité, 2020 ((en) The Duchess, 2017)
- Jeux dangereux, Presses de la Cité, 2020 ((en) Dangerous Games, 2017)
- Quoi qu'il arrive, Presses de la Cité, 2020 ((en) Against All Odds, 2017)
- Coup de grâce, Presses de la Cité, 2020 ((en) Fall From Grace, 2018)
- Père et Fils, Presses de la Cité, 2020 ((en) In His Father's Footsteps, 2018)
- Vie secrète, Presses de la Cité, 2021 ((en) The Right Time, 2017)
- Héros d'un jour, Presses de la Cité, 2021 ((en) Accidental Heroes, 2018)
- Conte de fées, Presses de la Cité, 2021 ((en) Fairytale, 2017)
- Beauchamp Hall, Presses de la Cité, 2021 ((en) Beauchamp Hall, 2018)
- Jeu d'enfant, Presses de la Cité, 2022 ((en) Child's Play, 2017)
- Scrupules, Presses de la Cité, 2022 ((en) Moral Compass, 2020)
- Sans retour, Presses de la Cité, 2022 ((en) Turning Point, 2019)
- Rebelle, Presses de la Cité, 2022 ((en) The Good Fight, 2018)
- Un mal pour un bien, Presses de la Cité, 2022 ((en) Blessing in Disguise, 2019)
- Espionne, Presses de la Cité, 2022 ((en) Spy, 2019)
- Royale, Presses de la Cité, 2023 ((en) Royal, 2019)
- Les voisins, Presses de la Cité, 2023 ((en) Neighbours, 2021)
- Ashley, où es-tu ?, Presses de la Cité, 2023 ((en) Finding Ashley, 2021)
- Jamais trop tard, Presses de la Cité, 2023 ((en) The Numbers Game, 2020)
- Menaces, Presses de la Cité, 2023 ((en) Complications, 2021)
- Les Whittier, Presses de la Cité, 2023 ((en) The Whittiers, 2022)
- Une mère trop parfaite, Presses de la Cité, 2024 ((en) The Dark Side, 2019)
- Dernière chance, Presses de la Cité, 2024 ((en) Lost and Found, 2019)
- (en) Silent Night, 2019
- (en) Daddy's Girls, 2020
- Tout ce qui brille, Presses de la Cité, 2024 ((en) All that Glitters, 2020)
- (en) The Wedding Dress, 2020
- Héroïnes, Presses de la Cité, 2024 ((en) Flying Angels, 2021)
- (en) The Butler, 2021
- (en) Nine Lives, 2021
- Liaison, Presses de la Cité, 2025 ((en) The Affair, 2021)
- (en) Invisible, 2022
- (en) Beautiful, 2022
- À tout prix, Presses de la Cité, 2024 ((en) High Stakes, 2022)
- L'Épreuve, Presses de la Cité, 2025 ((en) The Challenge, 2022)
- Suspect, Presses de la Cité, 2025 ((en) Suspects, 2022)
- La Voix d'un ange, Presses de la Cité, 2025 ((en) The High Notes, 2022)
- Seconde vie, Presses de la Cité, 2024 ((en) Second Act, 2023)
- (en) Without a Trace, 2023
- (en) Worthy Opponents, 2023
- (en) The Wedding Planner, 2023
- Palazzo, Presses de la Cité, 2025 ((en) Palazzo, 2023)
- (en) Happiness, 2023
- Bal à Versailles, Presses de la Cité, 2025 ((en) The Bal at Versailles, 2023)
- (en) A Mind of Her Own, 2025

### Album jeunesse
- Le plus heureux des hippos / illustrations Margaret Spengler ; adaptation française de Heloïse Ulgier. Liège : Hemma, 05/2010, 30 p.  (ISBN 978-2-508-00799-6)

### Autres
- (en) Love: Poems, 1984
- (en) Having a Baby, 1984
- Un rayon de lumière, Presses de la Cité, 1998 ((en) His Bright Light, 1998)
- Offrir l'espoir : témoignage, Pocket, 2011 ((en) A Gift of Hope, 2012)
- Un pur bonheur, Presses de la Cité, 2014 ((en) Pure Joy, 2013)(en) Pretty Minnie in Paris, 2014

## Adaptations à la télévision (sélection)
- 1979 : The Promise, de Gilbert Cates,
- 1983 : Now and Forever, d'Adriane Carr (en),
- 1986 : Traversées (Crossing) de Karen Arthur,
- 1990 : La Belle vie (Fine Things), de Tom Moore (en),
- 1990 : Kaléidoscope (en), de Jud Taylor,
- 1991 : Palomino, de Michael Miller,
- 1991 : Un papa sur mesure, de Michael Miller,
- 1991 : Détour vers le bonheur (Changes), de Charles Jarrott,
- 1992 : Joyaux (Jewels), de Roger Young,
- 1993 : Souvenir du Viêt-nam (Message from Nam), de Paul Wendkos,
- 1994 : Family Album (en), mini-série de Jack Bender,
- 1995 : Danielle Steel : Naissances (Mixed Blessings), de Bethany Rooney (en),
- 1996 : L'Anneau de Cassandra (The Ring), d'Armand Mastroianni,
- 2007 : Safe Harbour (en), de Bill Corcoran (en).